# 나디아 파레스
나디아 파레스(Nadia Farès, 1968년 12월 20일 ~ )는 프랑스의 배우이다.
마라케시에서 태어났다.

## 출연 작품

### 영화
- 세이 예스 (1995, Dis-moi oui)
- 크림슨 리버 (2000)
- 네스트 (2002)
- 워 (2007)
- 스톰 워닝 (2007, Storm Warning) - 피아 역

### 텔레비전
- 마르세유 (2016) - 바네사 다브랑테 역